# Monika Müller-Leibl
Monika Müller-Leibl (* 21. September 1943 in Darmstadt) ist eine deutsche Malerin und Grafikerin.

## Leben und Werk
Nach ihrem Studium der Malerei bei Friedrich Vordemberge an den Kölner Werkschulen zog sie 1971 nach München, wo sie bei Mac Zimmermann an der Akademie der Bildenden Künste Grafik (Radierung) studierte. Seit 1977 arbeitet Monika Müller-Leibl als freischaffende Künstlerin in München und Köln. „In ihrer ungeschönten und bewusst groben Malweise steht Monika Müller-Leibl der … in Art brut nahe“ (Birgit Löffler, Kunsthistorikerin). Auf großformatigen Leinwandbildern, Zeichnungen und Radierungen entsteht Figurales und Landschaftliches. Seit 2007 hat sie ihr Repertoire mit dem Medium Kunstfilm und Fotografie erweitert.
| - Kulturzentrum der BRD, Belgrad - Mautner Schloss, Burghausen - Künstlerhaus Würzburg - Haus der Kunst, Neue Gruppe, München - Galerie Osram, München - Galerie am Haagtor, Tübingen - Kunstverein Wasserburg - Museum Petrosavodsk, Karelien Russland - Städtische Galerie Traunstein - Galerie Miharudo, Tokio - Spanisches Kulturinstitut München und Madrid - Kunsthaus Hamburg - Winterausstellung Düsseldorf - Galerie Friedrich, Erlangen | - 2007: Künstlerpech - 2008: Im Verborgenen liegt die Schönheit - 2009: Meine Welt ist rosa - 2010: Rosudo - 2011: Das Haus meiner Ahnen „Yangzi“ - 2012: Der letzte Tag | - Staatlich Graphische Sammlung München - Lenbachgalerie München - Bayerische Staatsgemäldesammlung - Artothek Köln - Artothek München - Galerie Miharudo Tokio - Stadt München - Städtische Galerie Traunstein - Städtische Galerie Rosenheim |